# Путь на арену
«Путь на арену» (арм. «Ճանապարհ դեպի կրկես») — художественный фильм 1963 года студии «Арменфильм», снятый режиссёрами Генрихом Маляном и Левоном Исаакяном по мотивам творческой биографии Леонида Енгибарова, с ним же в главной роли. Съёмки фильма проходили в Ереванском цирке.

## Сюжет
Главный герой — Лёня, младший сын уважаемого профессора Енгибаряна — хочет работать в цирке. Его желание не поддерживается родителями. Когда Лёня всё же получает работу униформиста, он относится к своим обязанностям несерьезно.
Однажды главный герой решает выйти за рамки своих полномочий, приняв участие в выступлении в качестве клоуна. Лёня оказывается плохо подготовлен к дебюту и портит представление. После провала главный герой испытывает стыд и принимает решение покинуть цирк.
В это же время в кабинете директора цирка собираются люди. Директор крайне недоволен случившимся и говорит, что у Лёни нет таланта. Единственным человеком, сомневающемся в словах директора, оказывается акробатка Ирина.
Директор цирка решает поговорить с Лёней и направляется к нему домой. Дома оказываются родители Лёни. Тем временем, Лёня делает выводы и принимает решение усердно заниматься и готовиться к ближайшему выступлению.

## В ролях
- Леонид Енгибаров - Лёня Енгибарян
- Ирина Шестуа - Ира, артистка цирка
- Изабелла Данзас - мама
- Гайк Данзас - папа
- Вардуи Вардересян - Маро
- Карп Хачванкян - Ашот
- Владимир Татосов - Хачян, помощник режиссера
- Гурген Ген-Шахназарян - Тарян, директор цирка
- Степан Исаакян-Серебряков - дрессировщик
- Борис Асатурян - брат-близнец, артист цирка
- Рафаил Асатурян - брат-близнец, артист цирка

В фильме участвует армянский цирковой коллектив "Ереван".